# Epwell
Epwell è un villaggio e parrocchia civile dell'Inghilterra, appartenente alla contea dell'Oxfordshire.